# الكراغل
الكراغل (بالإنجليزية: Gargoyle)‏ هو مسلسل رسوم متحركة أمريكي انتجته والت ديزني للرسوم المتحركة وتلفزيون بوينا فيستا، وتم بثه من 24 أكتوبر 1994 إلى 15 فبراير 1997. يدور المسلسل حول مخلوقات ليلية معروفة باسم الكراغل تتحول إلى حجر خلال النهار. أمضت المخلوقات ألف سنة في حالة متحجرة، وتم نقلها من اسكتلندا واستيقظت في مدينة نيويورك في العصر الحديث، وأصبحوا حماة الليل السريين في المدينة.
تلقى المسلسل الإشادة من النقاد بحبكته القاتمة، والقصة المعقدة، والميلودراما؛ وكان تغير الشخصيات عاملا مهمة في القصة، وكذلك موضوعات شكسبير. وأصدرت لعبة فيديو وقصص مصورة عن السلسلة في عام 1995. واستمرت القصة من في 2006-2009 في شكل قصص مصورة بنفس العنوان، التي أنتجتها شركة سليف ليبر غرافيكس.

## روابط خارجية
- الكراغل على موقع IMDb (الإنجليزية)
- الكراغل على موقع ميتاكريتيك (الإنجليزية)
- الكراغل على موقع روتن توميتوز (الإنجليزية)
- الكراغل على موقع أول موفي (الإنجليزية)
- الكراغل على موقع فيلمافينيتي (الإسبانية)
- الكراغل على موقع كينوبويسك (الروسية)
- الكراغل على موقع ألو سيني (الفرنسية)
- الكراغل على موقع قاعدة بيانات الفيلم (الإنجليزية)